# لوكاس ساليناس
لوكاس ساليناس (14 أكتوبر 1995 في البرازيل - ) هو لاعب كرة قدم برازيلي في مركز الهجوم.

## وصلات خارجية
- لوكاس ساليناس على موقع قاعدة بيانات كرة القدم.إي يو (الإنجليزية)
- لوكاس ساليناس على موقع Soccerway.com (الإنجليزية)